# ييبي أندرسن
ييبي أندرسن (بالدنماركية: Jeppe Andersen)‏ هو لاعب كرة قدم دنماركي في مركز الوسط، ولد في 6 ديسمبر 1992 في الدنمارك في مملكة الدنمارك. شارك مع منتخب الدنمارك تحت 19 سنة لكرة القدم ومنتخب الدنمارك تحت 21 سنة لكرة القدم. أما مع النوادي، فقد لعب مع نادي إيسبيرغ ونادي فايله.

## وصلات خارجية
- ييبي أندرسن على موقع الاتحاد الأوربي (الإنجليزية)
- ييبي أندرسن على موقع اتحاد النرويج (النرويجية)
- ييبي أندرسن على موقع اتحاد السويد (السويدية)
- ييبي أندرسن على موقع قاعدة بيانات كرة القدم.إي يو (الإنجليزية)
- ييبي أندرسن على موقع بيانات كرة القدم. دي إي (الألمانية)
- ييبي أندرسن على موقع Soccerway.com (الإنجليزية)
- ييبي أندرسن على موقع عالم كرة القدم.نت (الإنجليزية)
- ييبي أندرسن على موقع AS.com (الإسبانية)